# 黒木睦郎
黒木 睦郎（くろき むつろう、1943年1月22日 - ）は、日本の政治家。元宮崎県西臼杵郡高千穂町長（1期）。

## 来歴
日本福祉大学卒業。2002年12月初当選。2007年1月の町長選で現職の内倉信吾に敗れる。